# Quả Dưa Hấu
Quả Dưa Hấu là nhóm nhạc nam người Việt Nam hoạt động từ năm 1998 đến 2000 và nổi danh tại khu vực miền Bắc. Đây được xem là nhóm nhạc nam đầu tiên của Việt Nam, được thành lập với 4 thành viên Bằng Kiều, Tuấn Hưng, Anh Tú, Tường Văn và sau này là Minh Quân và Hồ Hoài Anh thay thế cho Bằng Kiều.

## Lịch sử hoạt động
Bốn thành viên chính của nhóm gồm Bằng Kiều, Tường Văn, Anh Tú và Tuấn Hưng quen biết nhau khi cả bốn đều biểu diễn tại các quán bar tại Hà Nội. Thời điểm này các ca sĩ như Mỹ Linh, Anh Quân, Thu Phương - Huy MC, và các nhạc sĩ Quốc Trung, Đỗ Bảo đang rất nổi và đắt show.
Quả Dưa Hấu được thành lập năm 1998 bởi thành viên lớn tuổi nhất là Bằng Kiều, anh cũng là người đặt tên cho nhóm, nhóm nhạc được đỡ đầu bởi nhạc sĩ Ngọc Châu, việc lập nhóm với mục đích dễ dàng tìm kiếm tham gia các chương trình biểu diễn hơn. Ban đầu nhóm được lập ra để thỏa mãn sở thích của các thành viên, tên của nhóm được chọn khi các thành viên đang bàn luận xung qua câu chuyện về Mai An Tiêm. Những tên gọi ban đầu mà các thành viên đã đưa ra chọn lựa như "Cái ghế", "Tạp dề" hay "Hồ Gươm xanh"; cuối cùng cái tên Quả Dưa Hấu được chọn một phần vì quan niệm quả dưa hấu mang lại may mắn và cách gọi "dưa hấu" phổ biến, ít mang tính "từ ngữ địa phương" hơn. Cộng đồng những người hâm mộ nhóm cũng tự gọi họ với tên một loại quả là Quả Đu Đủ.
Nhóm có buổi diễn đầu tiên trong chương trình "Gala 98". Không có định hướng biểu diễn chuyên nghiệp, khi nhóm thấy ca khúc nào hay thì sẽ biểu diễn lại ca khúc đó. Quả Dưa Hấu đã tạo được dấu ấn tới khán giả với các ca khúc "Mặt trời dịu êm", "Hè muộn", trong đó ca khúc  "Get down" mà nhóm cover của Backstreet Boys đã đạt được thành công ngoài mong đợi. Cả nhóm tự đi chọn mua vải và may đo theo xu hướng thời trang của Hong Kong, họ cũng bắt đầu theo xu hướng nhuộm tóc. Tuấn Hưng là thành viên phụ trách vũ đạo cho cả nhóm, khi vào thành phố Hồ Chí Minh biểu diễn họ mới có thầy dạy vũ đạo, nhưng khi trở về Hà Nội thì lại tự biên tự diễn.
Năm 1999, Bằng Kiều chủ yếu hát đơn và nhanh chóng rời nhóm. Quả Dưa Hấu đã kết nạp thêm hai thành viên thay thế là Hồ Hoài Anh và Minh Quân. Khi nhóm tan rã, Minh Quân đã kịp có thời gian tập luyện và một tấm vài tấm ảnh với 3 thành viên chính, còn Hồ Hoài Anh lại không có dấu ấn gì để lại. Bằng Kiều sau đó gây dựng một nhà hàng riêng tại thành phố Hồ Chí Minh và tham gia diễn kịch tại sân khấu Võ Văn Tần.
Sau thời điểm Quả Dưa Hấu tan rã, nền âm nhạc Việt Nam xuất hiện thêm nhiều nhóm nhạc mới, trong đó có 1088, Go On cũng theo mô hình nhóm nhạc nam 4 thành viên của Quả dưa hấu. Lần tái ngộ đầy đủ thành viên chính là tại lễ cưới của Anh Tú năm 2014. Lần gần đây nhất, có 3 thành viên chính là Bằng Kiều, Anh Tú và Tuấn Hưng cùng tham gia liveshow riêng của Anh Tú năm 2018.

## Thành viên
- Nguyễn Anh Tú[12][13] (1999–2000)

- Bằng Kiều[12] (1998–1999)

- Tường Văn[12][14] (1998–2000)

- Tuấn Hưng[4][15][16] (1998–2000)

- Minh Quân[17][18] (2000)

- Hồ Hoài Anh[2][6][19] (2000)